# Van Thiel
Van Thiel is een Nederlandse familie die vele fabrikanten heeft voortgebracht en die vooral bekend is als oprichter van metaalbedrijven in Beek en Donk en Helmond. Hieruit is onder meer het Nedschroef concern voortgekomen.

## Geschiedenis
De familienaam is gebaseerd op de stad van afkomst, Tiel. De familie was katholiek. De stamvader van de Oost-Brabantse tak vestigde zich midden in de zestiende eeuw te Nistelrode. Vanaf 1722 zijn zij bekend van Beek en Donk. De mannen waren ambachtslieden, onder meer als timmerman werkzaam.
Ook Willem van Thiel was als zodanig actief in het begin van de negentiende eeuw. Hij oefende verschillende werkzaamheden uit: een klein boerenbedrijf naast een klein aannemersbedrijf. Mogelijk betrok hij spijkers uit Maastricht en handelde daarin. Willem stierf in 1840. Zijn zoon, Piet van Thiel, zette het aannemersbedrijf voort maar begon in 1842 tevens een werkplaats voor handgesmede spijkers. Hier werkten landarbeiders in het winterseizoen, en het bedrijfje was vooral bedoeld ter aanvulling op de spijkerhandel. De jongere broers van Piet van Thiel, Martinus en Hendrik, kwamen in 1852 in het bedrijf, in 1871 vertrokken zij echter en startten zij een eigen onderneming in Helmond die Gebroeders van Thiel heette. In 1890 gingen echter ook Martinus en Hendrik ieder hun eigen weg en begon Hendrik het bedrijf fa. H. van Thiel & Co., waaruit Nedschroef zou voortkomen. Het bedrijf van Martinus zou later als Robur (metaalbedrijf) verdergaan.
Uiteindelijk kwamen in het Beek en Donkse bedrijf de zonen van Piet, namelijk Willem (1860-1936), Gijs (1862-1935) en Janus (1861-1934), te werken. Dit bedrijf zou zich later tot Van Thielsdraadindustrie (Thibodraad) en Van Thiel United ontwikkelen.

## Begraafplaats
De overleden nazaten van Piet van Thiel zijn, evenals hijzelf, begraven op de begraafplaats van de Sint-Leonarduskerk te Beek en Donk. Hier bevindt zich, naast een aantal fraaie grafzerken, ook een familiegrafkelder van de familietak van Alex van Thiel.
De graven van de overleden nazaten van Hendrik en Martinus van Thiel bevinden zich op de begraafplaatsen aan de Molenstraat en op de Hortsedijk te Helmond.

## Karakteristieken
Veel leden van de familie Van Thiel waren katholiek, hetgeen zich ook in de bedrijfsvoering uitte, zoals in het rozenkransgebed en, bij de Nedschroef, verplichte catechismusles voor de leerjongens, in schenkingen aan katholieke doeleinden en in een sterke afkeer van seculiere bewegingen.
Uiteindelijk werd de bedrijfsvoering moderner, en ook de innovatiekracht van de bedrijven nam toe. Aan dit alles is te danken dat zowel Nedschroef, Thibodraad, Thibobouwstaal, AWB, Franke, Thielco, PFG Van Thiel en Van Thiel United nog steeds bestaan, zij het niet langer meer als familiebedrijf.

## Huizen
In Beek en Donk en Helmond bevinden nog diverse woonhuizen gebouwd in opdracht van leden van de familie Van Thiel.

## Van Thiel-bedrijven
De gezinnen van de Van Thiels waren in de regel kinderrijk. Problemen mbt  de verdeling van het familiekapitaal leidden meermalen tot splitsing van bedrijven waarbij broers of zoons voor zichzelf begonnen.
De belangrijkste Van Thiel-bedrijven, al dan niet van eigenaar verwisseld, zijn:
- Nedschroef, holding met zetel en fabriek te Helmond, en daarnaast fabrieken in tal van andere landen;
- Van Thiel United te Beek en Donk, steigermateriaal;
- Thibodraad te Beek en Donk;
- Thibobouwstaal te Beek en Donk, betonstaal matten;
- Thibobouwstaal en Thibodraad te Beek en Donk, voorheen Van Thielsdraadindustrie;
- Mannesmann vestiging Helmond, voordien Robur geheten, stalen pijpen; in 2025 gesloten
- Franke vestiging Helmond, roestvrijstalen aanrechten; in 2022 gesloten
- AWB cv-ketels sinds 2011 te Amsterdam, van 2004 te Helmond, opgericht in Beek en Donk 1934;
- Thielco te Reuver, roosters en traptreden van verzinkt staal.

## Bekendste familieleden
- Willem van Thiel (1789-1840), timmerman, aannemer en spijkerhandelaar
- Piet van Thiel (1816-1894), oprichter spijkerfabriek
- Martinus van Thiel (1835-1900), ondernemer
- Hendrik van Thiel (1833-1902), ondernemer
- Antoon van Thiel (1870-1955), ondernemer
- Frans van Thiel (1872-1936), ondernemer
- Alex van Thiel (1895-1970), ondernemer
- Frans-Joseph van Thiel (1906-1993), politicus
- Guido van Thiel (1934-1997), ondernemer
- Eugène van Thiel, ondernemer
- Romek van Thiel (1969), acteur